# ProSiebenSat.1 Media
ProSiebenSat.1 Media AG er en privat tysk mediekoncern, der på hjemmemarkedet bl.a. ejer tv-kanalerne ProSieben, Sat.1, Kabel 1 og N24. I Danmark ejes Kanal 4, Kanal 5, 6'eren, 7'eren og SBS Radio.
I 2007 omsatte koncernen for 2,7 mia. euro og beskæftigede 5.460 medarbejdere. Hovedsædet er beliggende i Unterföhring.
Virksomheden blev dannet i 2000 ved en fusion af ProSieben Media AG og Sat.1 SatellitenFernsehen GmbH. I 2007 opkøbtes SBS Broadcasting, hvilket betød, at selskabet i dag er til stede i 13 lande i Europa, herunder Danmark.
Per. d. 21-02-2012 har ProSiebenSat.1 overtaget administrationen af Sony Online Entertainments servere til deres MMORPGs (DC Universe™ Online, EverQuest® II, Star Wars®: Clone Wars Adventures™, Free Realms®, Magic: The Gathering – Tactics®, Pox Nora®, the upcoming PlanetSide® 2 samt EQ2:Next)